# Anne de Montafié
Anne de Montafié (21. července 1577, Lucé – 17. června 1644, Paříž) byla francouzská dědička a manželka Karla Bourbonského, hraběte ze Soissons, pricnce královské krve a vojenského velitele během náboženských válek ve Francii. Po sňatku v roce 1601 obdržela titul hraběnky ze Soissons. Z vlastního práva byla také hraběnkou z Clermont-en-Beauvaisis, Montafié, paní z Lucé a Bonnétable.

## Původ a rodina
Anne se narodila ve francouzském městě Lucé jako dcera a spoludědička Louise de Montafié, hraběte z Montafié, pána z Piedmontu, knížete z Carignana, a jeho manželky Jany-Františky de Coeme, která byla dcerou Louise de Coesme, pána z Lucé a Anne de Pisseleu.
Její dědeček Jiří II. z Montafié byl maltézským rytířem a vlastníkem turínského plátna. Její babička byla neteří Anny de Pisseleu d'Heilly, milenky francouzského krále Františka I.
Anne měla jednu sestru, Urbaine, která se později provdala za Louise de La Chatre, barona z Maisonfortu, maršála Francie, se kterým měla jednu dceru Luisu Henriettu. 6. října 1577, když Anne nebyly ani tři měsíce, byl její otec zavražděn v Aix-en-Provence, zatímco sloužil francouzskému králi Jindřichovi III. jako jeho lajtnant. Její matka požadovala zásah krále a papeže Pia V., aby zajistila, že znovu získá nástupnictví v majetku jejího otce v Bonnétable. Matka se v roce 1581 znovu provdala za Františka, knížete z Conti.

## Manželství a potomci
27. prosince 1601 se čtyřiadvacetiletá Anne provdala za o jedenáct let staršího Karla Bourbonského, hraběte ze Soissons, syna Ludvíka I. z Condé a Františky Orleánské. Anne přinesla Bourbonům své dědictví, hrabství Montafié v Piemontu a matčina panství Bonnétable a Lucé.
Její matka zemřela poblíž Chartres den před její svatbou.
S Karlem měla Anne pět dětí, z nichž se tři dožily dospělostiː
- 1. Luisa Bourbonská (11. 5. 1603 Paříž – 9. 9. 1637 tamtéž)[1]
⚭ 1617 Jindřich II. Orleánský (6. 4. 1595 – 11. 5. 1663), vévoda z Longueville[2]
- 2. Ludvík Bourbonský (1. 5. 1604 Paříž – 6. 7. 1641), hrabě ze Soissons, padl v bitvě u La Marfée (nedaleko Sedanu), svobodný, ale měl nemanželské potomky[3]
- 3. Marie Bourbonská (3. 5. 1606 Paříž – 3. 6. 1692 tamtéž), po smrti bratra Ludvíka dědička hrabství Soissons[4]
⚭ 1625 Tomáš František Savojský (21. 12. 1596 Turín – 22. 1. 1656 tamtéž), kníže z Carignana od roku 1620 až do své smrti[5]
- 4. Šarlota Anna Bourbonská (1608–1623)
- 5. Alžběta Bourbonská (1610–1611)

Její manžel měl ještě dvě nemanželské dcery s Annou Marií Bohierovou, se kterou měl vztah před sňatkem s Anne.
Anne zemřela 17. června 1644 ve věku 66 let v Hotelu de Soissons v Paříži. Pohřbena byla vedle svého manžela a dětí v hrobce rodiny Soissons v Gaillonu.
Její jediný syn Ludvík zemřel v bitvě o tři roky dříve, aniž po sobě zanechal legitimní potomky; hrabství Soissons poté přešlo suo jure na jediného žijícího potomka, dceru Marii, manželku knížete z Carignana.